# Сан-Мигель-Сояльтепек
Сан-Мигель-Сояльтепек (исп. San Miguel Soyaltepec) — муниципалитет в Мексике, входит в штат Оахака. Население — 34 842 человека.